# ساتومی ایشیهارا
ساتومی ایشیهارا (انگلیسی: Satomi Ishihara؛ زادهٔ ۲۴ دسامبر ۱۹۸۶) هنرپیشه اهل ژاپن است. وی از سال ۲۰۰۳ میلادی تاکنون مشغول فعالیت بوده‌است. 